# MORF4L1
La proteína 1 del tipo factor 4 de mortalidad (MORF4L1) es una proteína codificada en humanos por el gen MORF4L1.

## Interacciones
La proteína MORF4L1 ha demostrado ser capaz de interaccionar con:
- MYST1[4]
- Proteína del retinoblastoma[5][4]
- MRFAP1[5][4]